# Dusona rubator
Dusona rubator är en stekelart som beskrevs av Hinz 1985. Dusona rubator ingår i släktet Dusona och familjen brokparasitsteklar. Inga underarter finns listade i Catalogue of Life.